# معادله کلرو
معادله با فرم کلی {\displaystyle y=xy'+\psi (y')} که در آن {\displaystyle \psi } تابعی مفروض است را معادله کلِرو می‌نامند. تابع {\displaystyle y=cx+\psi (c)} جواب عمومی آن است.
معادله کلرو می‌تواند جواب ویژه داشته باشد، اگر حذف {\displaystyle c} در دستگاه زیر مقدور باشد:
در این حالت رابطه‌ای مانند {\displaystyle f(x,y)=0} حاصل می‌شود که یک جواب ویژه است.

## منبع
- مقاصدی-طباطبایی-دوستی (۱۳۸۶)، «دوم»، مقدمه‌ای بر معادلات دیفرانسیل، روشنگران امروز، ص. ۴۳، شابک ۹۷۸-۹۶۴-۹۰۷۴۵-۹-۷